# Syrrhopodon elatus
Syrrhopodon elatus là một loài rêu trong họ Calymperaceae. Loài này được Mont. mô tả khoa học đầu tiên năm 1835.